# Roszpunka warzywna

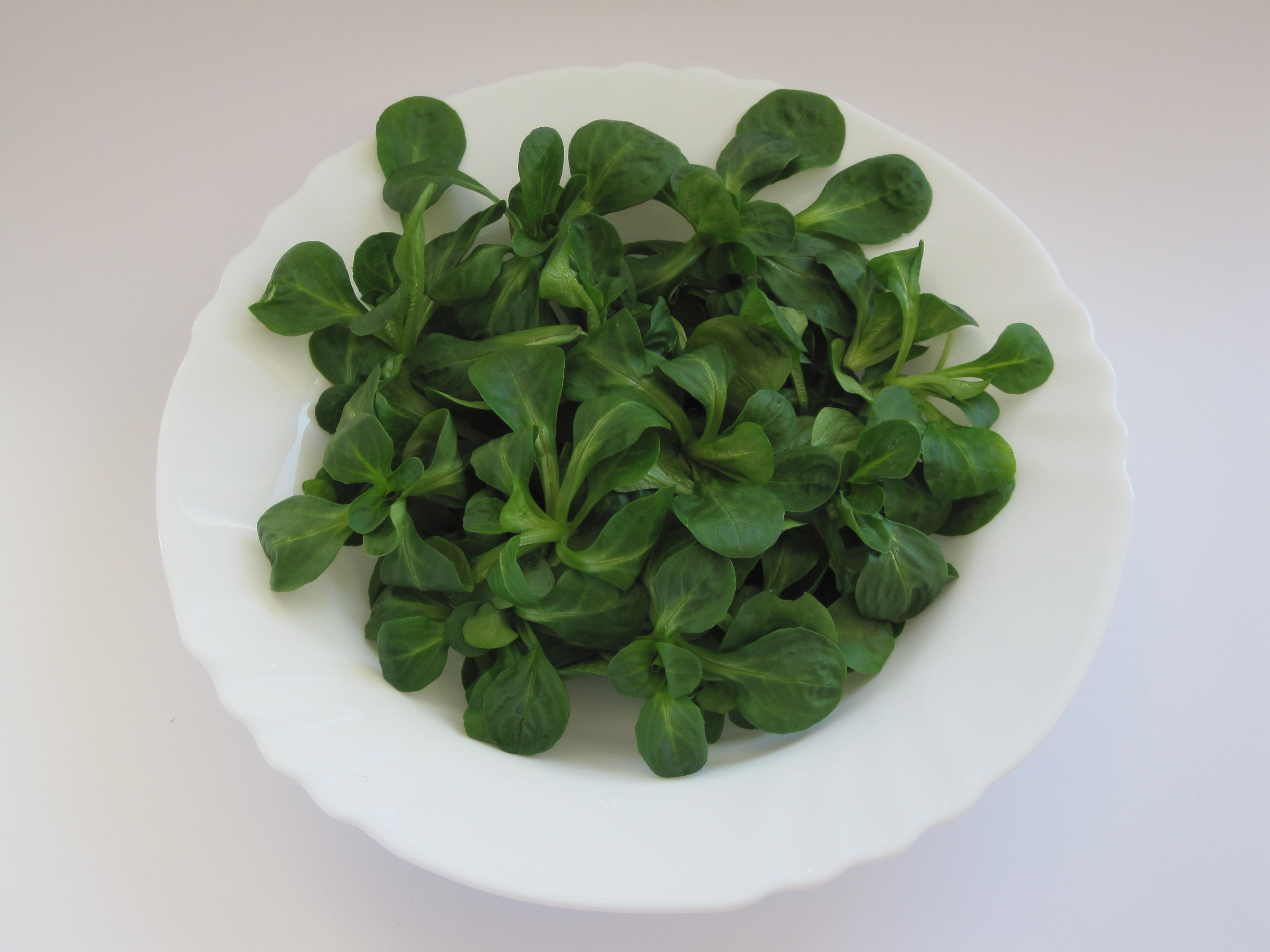
Świeża roszpunka

Roszpunka warzywna, roszponka warzywna (Valerianella locusta (L.) Latter. em. Betcke), roszpunka jadalna – gatunek rośliny należący do rodziny kozłkowatych. Jej ojczyzną jest Europa, Azja Mniejsza i Afryka Północna. W Polsce jest rośliną uprawną, ale zdziczałe formy występują również na siedliskach naturalnych (archeofit). Rośnie na obszarze prawie całego kraju (z wyjątkiem części północno-wschodniej). 

## Morfologia
ŁodygaProsto wzniesiona o wysokości 5–20 cm, w górnej części rozgałęziająca się. Tylko krawędzie ma nieco owłosione, poza tym jest naga.
LiścieLiście odziomkowe o łopatkowatym kształcie tworzą rozetę. Górne liście łodygowe są lancetowato zaostrzone. Nasada liści z 1–2 tępymi ząbkami albo całobrzega.
KwiatyMają barwę niebieską i są zebrane w główki na wierzchołkach rozgałęzionych pędów łodygi. Kielich składa się z 1–3 działek, czasami brak kielicha. Korona z zewnątrz naga, do połowy zrosła w rurkę, w górnej części składa się z 5 rozchylonych płatków. Przysadki o podługowatym kształcie, tępe i nieobłonione.
OwoceNieregularnie okrągłe i spłaszczone z boku o długości 1,5–2,8 mm i z niewyraźnymi bruzdami na bokach. Bez śladu resztek kielicha. W środku posiadają silnie zgrubiałą komorę nasienną i dwie komory płonne.

## Biologia i ekologia
Roślina jednoroczna lub dwuletnia. Siedlisko: przydroża, zbocza, rowy i pola uprawne (jako chwast lub roślina uprawna). Roślina ruderalna. Kwitnie od lipca do sierpnia. W klasyfikacji zbiorowisk roślinnych gatunek charakterystyczny dla O. Centauretalia cyani

## Zastosowanie
- Roślina uprawna. Planową jej uprawę rozpoczęto dopiero w XX wieku.
- Sztuka kulinarna – ma neutralny, lekko orzechowy smak. Jest bardzo wartościowym warzywem, ponieważ w czasie zimy dostarcza związków mineralnych żelaza, a także witamin A i C. Zawiera ponadto olejki eteryczne. Z jej liści przyrządza się sałatki.

## Uprawa
Nie ma żadnych specyficznych wymagań co do warunków klimatycznych i glebowych. Korzystna jest jednak dla niej łagodna zima, gdyż wówczas zbiór można przeprowadzić także o tej porze roku. Ma krótki okres wegetacji. Wysiewa się ją od początku sierpnia aż do końca września. Zbiera od listopada do kwietnia.

## Zagrożenia
Roślina umieszczona na Czerwonej liście roślin i grzybów Polski (2006) w grupie gatunków narażonych na wymarcie (kategoria zagrożenia: V). Na liście z 2016 nie została oznaczona żadną kategorią zagrożenia.

## Nazewnictwo
Dawne ludowe nazwy tego warzywa to: kozłek sałatka, rapontyka, rapunkuł, rapunkuł jarzynny, raszpanka, roszponka warzywna, roszpunka, roszpunka jadalna, roszpunka jarzynna, roszpunka pospolita, sałatka.